# هیومن لیگ
د هیومن لیگ (انگلیسی: The Human League) نام گروه موسیقی است که در سال ۱۹۷۷ در شفیلد تشکیل شد. معروفترین کار آنها آلبوم جرات (۱۹۸۱) است که از آن ترانه منو نمی‌خوای به موفقیت بین‌المللی دست یافت و در چارت‌های پاپ انگلستان، آمریکا و کشورهای بسیاری اول شد.